# Ana Cláudia Silva
Ana Cláudia Trindade Araújo da Silva (Natal, 28 de março de 1992), conhecida apenas como Ana Cláudia Silva ou Ana Cláudia Trindade, é uma ginasta brasileira que compete em provas de ginástica artística.
Ana Cláudia fez parte da Seleção Brasileira que disputou os Jogos Olímpicos de Pequim, em 2008 na China.

## Carreira
Em 1998, iniciou na ginástica (olímpica ) artística, com apenas seis anos de idade.
Em 2000, com oito de idade, viajou com a família para a cidade de Curitiba no Paraná, para treinar ao lado da equipe brasileira de ginástica artística. Durante a carreira júnior, ficou sob os cuidados dos técnicos ucranianos Oleg Ostapenko e Iryna Ilyashenko.
Em 2005, aos treze anos de idade, entrou pela primeira vez para equipe da Seleção Brasileira de Ginástica Artística Feminina principal.
Em 2007, aos quinze anos, disputou o primeiro evento internacional de grande porte, os Jogos Pan-americanos de 2007 na cidade brasileira do Rio de Janeiro. No evento, conquistou a medalha de prata na disputa coletiva, atrás da equipe Seleção de Ginástica Artística Feminina dos Estados Unidos. Classificada para a final das barras assimétricas, terminou apenas na sexta colocação. Ainda em 2007, competindo no Campeonato Mundial de Stuttgart. Nele, terminou na quinta colocação na prova por equipes. Individualmente, só foi 25ª na classificação dos exercícios de solo. No ano posterior, a ginasta participou do World Stars, realizado em Moscou na Rússia, no qual terminou na quinta colocação no solo.
Em meados de outubro de 2008, nos Jogos Olímpicos de Pequim, a ginasta ao lado de Jade Barbosa, Daiane dos Santos, Daniele Hypólito, Ethiene Franco e Lais Souza, terminou na oitava colocação na final por equipes, a melhor posição brasileira em uma edição Olímpica até ali. Classificou-se também para a final do concurso geral juntamente com Jade Barbosa, concluindo na 22.ª colocação.
Abrindo o calendário competitivo de 2009, disputou a etapa eslovena de Copa do Mundo de Ginástica Artística, em Maribor da Eslovênia. Nela, conquistou a medalha de prata nos exercícios sobre a trave. Devido a uma lesão no cotovelo, não pode disputar o Campeonato Mundial de Londres em 2009.
Em 2010, já recuperada acabou voltando aos treinos, e a ginasta compôs a seleção para o Campeonato Sul-Americano de Ginástica Artística. Nele, conquistou a medalha de ouro por equipes, e a prata na final geral individual, solo e trave.

## Principais resultados
| Ano  | Evento                                          | AA               | Equipe           | Salto sobre o cavalo. | Trave.           | Barras assimétricas. | Solo.            |
| ---- | ----------------------------------------------- | ---------------- | ---------------- | --------------------- | ---------------- | -------------------- | ---------------- |
| 2007 | Jogos Pan-Americanos                            |                  | Medalha de prata |                       |                  | 6º                   |                  |
| 2007 | Campeonato Brasileiro de Ginástica Artística    |                  | Medalha de ouro  | Medalha de prata      | Medalha de prata |                      |                  |
| 2007 | Campeonato Mundial de Ginástica Artística       |                  | 5º               |                       |                  |                      |                  |
| 2008 | Campeonato Brasileiro de Ginástica Artística    | Medalha de ouro  |                  |                       |                  | Medalha de ouro      | Medalha de prata |
| 2008 | Jogos Olímpicos de Verão de Pequim              |                  | 8º               |                       |                  |                      |                  |
| 2009 | Copa do Mundo de Ginástica Artística - Maribor  |                  |                  | 7º                    | Medalha de prata |                      |                  |
| 2010 | Campeonato Sul-Americano de Ginástica Artística | Medalha de prata | Medalha de ouro  |                       | Medalha de prata |                      | Medalha de prata |